# St. Anton (Liberec)

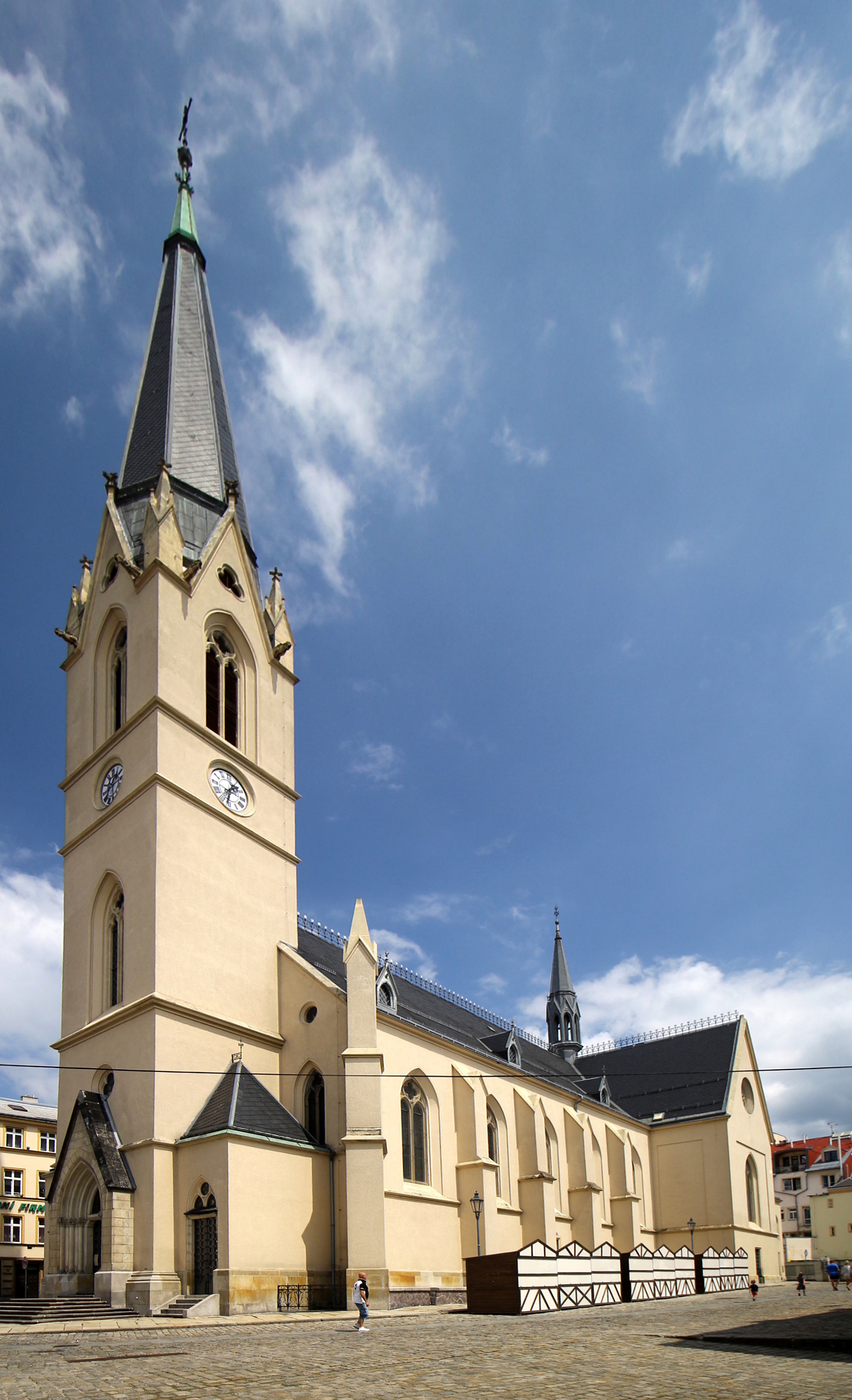
Antoniuskirche in Liberec

St. Anton ist eine römisch-katholische Kirche in der tschechischen Stadt Liberec (deutsch Reichenberg). Die gegen Ende des 16. Jahrhunderts erbaute Kirche ist zu Ehren Antonius des Großen geweiht. Die Kirche wird auch als Erzdekanatkirche bezeichnet und ist nicht zu verwechseln mit der im Jahr 1909 erbauten Antoniuskirche im Stadtviertel Ruprechtice (Ruppertsdorf), die zu Ehren des Antonius von Padua geweiht ist.

## Lage
Die Kirche liegt östlich des Sokolovské náměstí, der früher unter anderem Bismarckplatz und Neustädter Platz hieß. Südlich bzw. nördlich verlaufen die Straßen Kostelní und Železná. Westlich, hinter der Kirche befindet sich das Hotel Praha. Zuvor befand sich auf dem heutigen Areal der Kirche ein städtischer Friedhof. Einst befand sich vor der Kirche eine „an den gefürchteten gräfl. Oberamtmann Christian Carl Platz erinnernde“ Marienstatue, die vor 1902 zur Kreuzkirche übergestellt wurde.

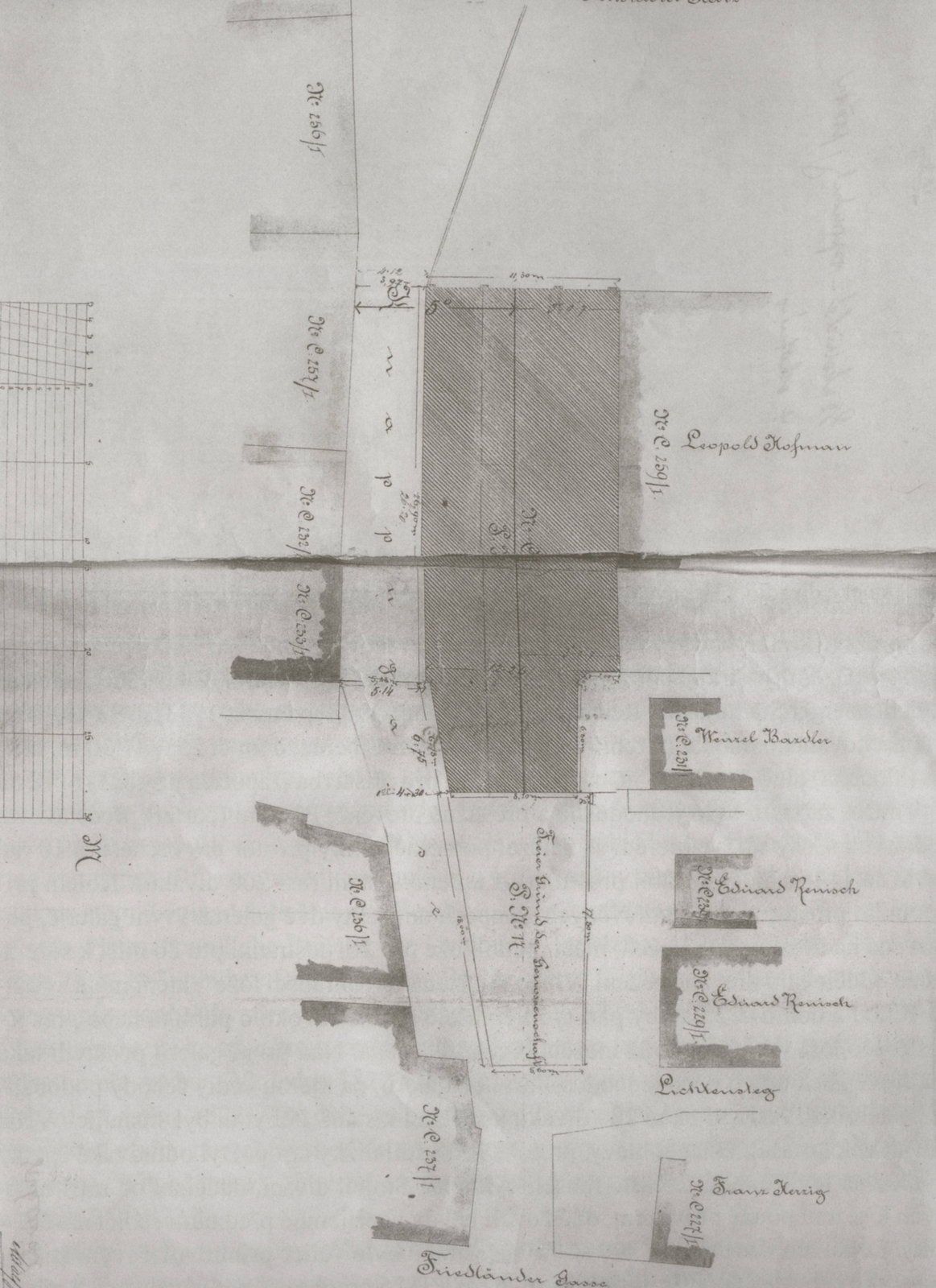
Skizze des Platzes vor der Kirche aus der zweiten Hälfte des 19. Jahrhunderts

Im Jahr 1871 hieß die Straße quer vor der Kirche Friedländer Gasse, eine Straße Richtung Süden hieß Lichtensteg, die Straße um die Kirche hieß Knappenberg.

## Geschichte
Die Kirche wurde zur Zeit der Herrschaft Christophs und Melchiors von Redern im gotischen Stil errichtet. Die Grundsteinlegung erfolgte am 17. September 1579. Als Maurer war Georg Leypold aus Zavidov beteiligt, Markus Spatz aus Lantio im Nordwesten Italiens, seit 1587 am Projekt tätig, vollendete die Kirche. Der Priesterraum und das Querschiff stammen aus dem Jahr 1733.

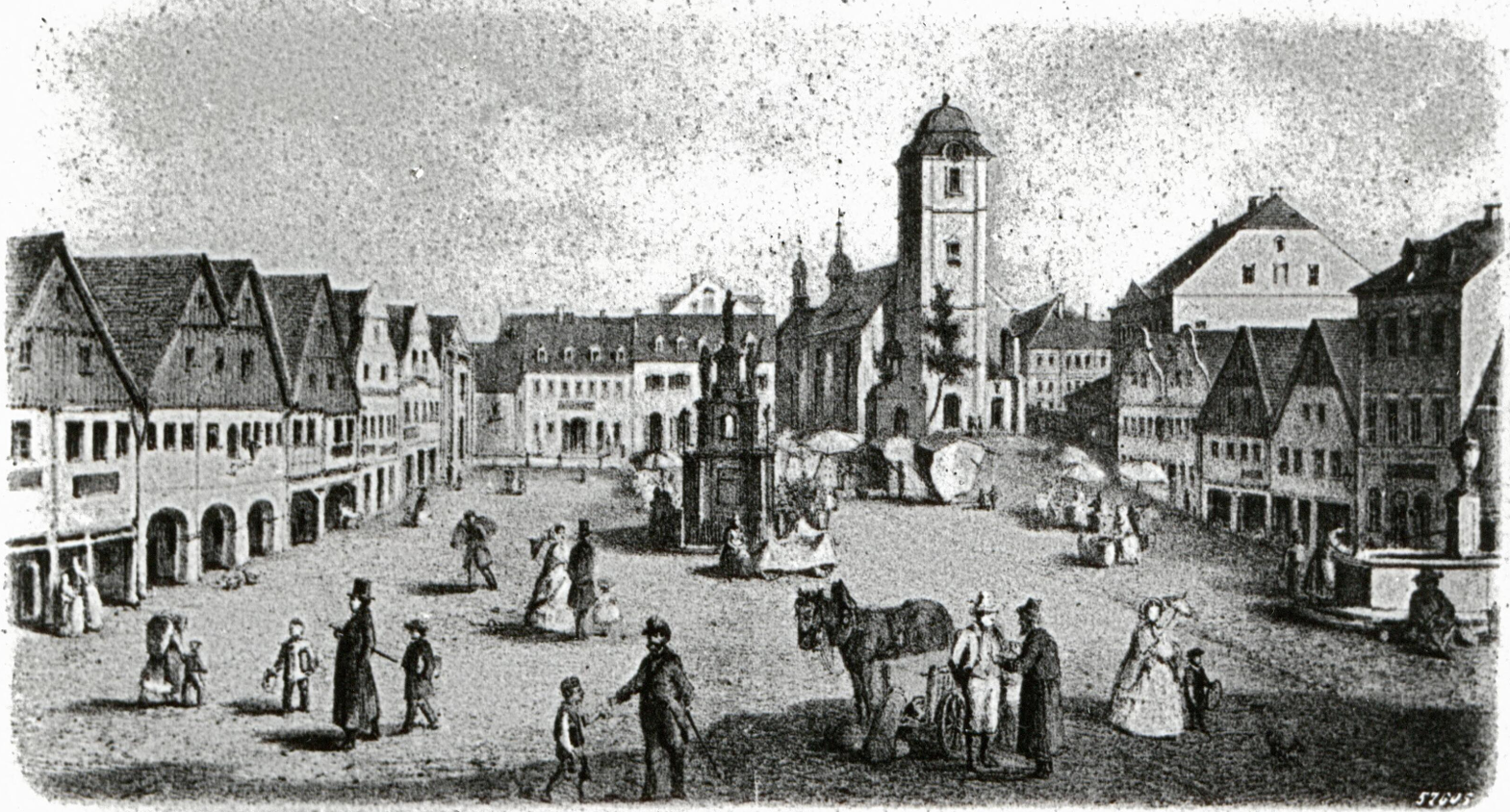
Kirche St. Anton (im Hintergrund) im Jahr 1861

1787 wurde der obere Teil des Turmes durch einen Blitzeinschlag beschädigt und „niedriger ... bloß mit einem kappenartigen Nothdache“ repariert. 1880 wurde der Turm auf eine Höhe von 70,5 m wieder ausgebaut und auch die Kirche insgesamt im gotischen Stil renoviert. Die seitlichen „Hallen-Anbauten und Stiegenaufgänge“ verschwanden wieder, der Boden der Kirche wurde um einen halben Meter vertieft. Architekt für die zuvor baufällige Kirche war Ludwig Tischler. Der Wiener Maler Karl Jobst fertigte die „moderne[n]“ Innengemälde an und von der Wiener und Münchener „Kunstanstalt“ gestiftet stammten die Glasfenster. Gustav Laimer aus Wien steuerte die geschnitzten Altäre bei und Erzdekan Franz Simm eine große Glocke, die im Krieg allerdings zerstört und 1957 durch zwei Glocken ersetzt wurde.